# Pierre Kolp
Pierre Kolp es un compositor belga y un pedagogo musical, nacido en Colonia (Alemania), el 23 de marzo de 1969.

## Biografía
Luego de sus estudios en ciencias y matemáticas, Kolp estudia órgano con Hubert Schoonbroodt y composición musical en el Conservatoire royal de Bruxelles. Después de haber terminado su master en musicología en la Universidad Libre de Bruselas bajo la tutela de Herman Sabbe, Kolp realiza cursos de composición en Moscú con Edison Denisov (1993), luego en Siena y en la Accademia nazionale di Santa Cecilia de Roma con Franco Donatoni (1994-95) y Azio Corghi (1996).
Con los compositores Juan Carlos Tolosa, Francis Ubertelli y David Nuñezañez funda, en 1995, Black Jackets Company, Sociedad internacional de las Artes contemporáneas con sede en Bruselas, dentro de la cual es activo con Black Jackets Composers y Black Jackets Editions.

## Concursos musicales
Pierre Kolp es premiado en varios concursos, nacionales y europeos. En 1994, recibe el Premio Horlait Dapsens. En 1995, obtiene el primer premio en el Concurso de composición para la conmemoración del 50.º aniversario de la liberación de los campos de concentración. El mismo año es premiado en el Younger European Composer Competition. En 2005, Black Jackets Composers gana el World Kinespace Competition con el proyecto escolopéndrico.
La música de Kolp es programada regularmente en Bélgica Ars musica, Festival van Vlaanderen, en las radios nacionales Musiq3, Radio Clara ; en Europa (Leipzig, Colonia, París-Festival Syntono, Madrid, Londres, Roma, Milán y Moscú), en América (Quebec, Montreal, Santiago, Córdoba (Argentina) y en el Festival Atempo Archivado el 1 de julio de 2014 en Wayback Machine. en Caracas).

## Investigaciones musicales
Pierre Kolp desarrolla sus investigaciones musicales en relación con la danza, con la puesta en escena, con el teatro y con las producciones pluridisciplinarias. Fascinado por los puentes (y quizá por el vacío que sobrevuelan), explora los límites entre el sonido y la performance, según la estructura que producen. Así crea nuevos procedimientos y operaciones durante la construcción compositiva que favorece la integración del sonido a la forma. Por otra parte, sus obras privilegian las polivalencias de las estructuras, lo que puede llegar a una derivación del estructuralismo musical. Sus obras están también ligadas a sus implicaciones en la pedagogía y estimulan nuevas estrategias de comunicación, tanto en la escritura misma como en la ejecución. Por ejemplo, en muchas secuencias se impone a los músicos usar reglas de socialización para tocar música y jugar en escena. 

## Carrera pedagógica
Siempre implicado en las actividades de la educación musical, Pierre Kolp enseña en primer lugar en escuelas de música belgas solfeo, organología, estética de la música y composición. En 1997, pasa a ser Director del Institut Jaques-Dalcroze (Bruselas). En 2004, es elegido Presidente de las escuelas de música belgas, por sus pares. Desde 2005, es delegado belga en la European Music schools Union (EMU). Asimismo, Kolp escribe varios artículos (en francés) sobre la pedagogía musical, en particular sobre la creatividad o sobre las relaciones espacio-tiempo musicales. 
Combinando sus actividades artísticas y pedagógicas, Pierre Kolp dicta seminarios de composición en la Universidad Nacional de Córdoba (UNC), Argentina (1999) y en la Pontificia Universidad Católica de Chile (2002).

## Catálogo
Orquesta
- Cosmose (2006-2008), 40 minutos
- Ho, mia kor' (2007), 8 minutos
- Los cometas colorados ópera (2002) y e-live, 10 minutos
- Manimatrix (2002-2004) con e-live, 25 minutos
- Stop Exchange (2008), 20 minutos

Música para la escena
- Désirs chorégraphiques música para bailar (1994), 14 minutos
- Los cometas colorados ópera (2002) y e-live, 10 minutos
- The Eyes of Ambush música para la escena (2003) con e-live, 8 minutos
- Perdre corps música para bailar (2005) e-live, 13 minutos

Música para ensamble
- Chant contre champs para 7 músicos (1994), 6 minutos
- Antipasti para 7 músicos (1995), 12 minutos
- Mat para 6 músicos (1996), 14 minutos
- Have a Break para 6 músicos(1997), 18 minutos
- Passerelle para 4 músicos y e-live, (1999), 8 minutos
- Mani para número indeterminado de músicos, (2001-2002)
- Wet Wet Wet Wedding para 3 músicos y cinta (2004), entre 3 y 15 minutos

Música de cámara
- Sept Blasons para quinteto de vientos (1994), 14 minutos
- Interchamps para 2 flautas y guitarra (1994), 14 minutos
- Speaker cuarteto de flautas (1995), 6 minutos
- I ching para flauta y guitarra (1996), 10 minutos
- Incipit vita nova Primer trio à clavier (2001), 7 minutos
- So-mani dreams are explored Segundo trio à clavier (2005), 15 minutos
- The Bowling' Stones para 2 pianos (2006), 9 minutos
- Plug-in para 2 pianos (2007), 6 minutos

Solo (con o sin e-live)
- P as T para alto - 2008
- Sub-Negation para solo, 2 versiones (2007-2008), 12 minutos
- Portiques génitifs para violoncello (1994), 6 minutos
- Beaver Tuned para piano (1998), 10 minutos
- Due scherzi para piano (2007), 12 minutos
- So Slow the Snow para piano (2006), 10 minutos

Música vocal
- Eggs para coro (1994), 8 minutos
- Hors d'un coffret de Santal 7 arias para cantante solo y piano (1997), 12 minutos[6]